# Galhofa
Galhofa (também denominada maluta, na freguesia do Soito, do município do Sabugal) é um estilo de luta tradicional da região portuguesa de Trás-os-Montes, que se define como um desporto de combate. É tida como a única luta corpo a corpo com origens portuguesas.

## Regras
O objectivo deste jogo é derrubar e imobilizar o adversário, mantendo-lhe as costas e os ombros assentes no chão. Quaisquer movimentos mais violentos, como puxões, murros ou pontapés, não são permitidos. A luta começa e termina com um abraço cordial. Outra regra é jogar descalço e de tronco nu, ou usar camisolas justas ao corpo para dificultar ao adversário que se agarre a calças de ganga ou de outro material robusto. 

## História
Tradicionalmente, este tipo de luta era parte de um ritual que marcava a passagem dos rapazes a adultos, tinha lugar durante as festas dos rapazes e as lutas tinham lugar em currais cobertos com palha.
O historiador português, João Coutinho de Oliveira, revê na luta galhofa as reminiscências portuguesas das técnicas de luta corpo-a-corpo, mencionadas por D. Duarte, na obra «Livro da Ensinança de Bem Cavalgar Toda Sela». Esta forma de combate corpo-a-corpo, em que o objectivo é derrubar o adversário, imobilizando-o ou neutralizando-o, generalizou-se entre os cavaleiros e espadachins do período tardomedieval, pelo que as técnicas, que ainda hoje sobrevivem na galhofa portuguesa, encontram paralelos nas técnicas de abrazzatura ou abrazzare italianas, mencionadas por Fiore dei Liberi, na obra «Fior di Battaglia» ou no ringen alemão, descrito pelo mestre esgrimista Hans Talhoffer, no manual de esgrima renascentista «Fechtbuch».
Em 21 de Setembro de 1825, o Bispo de Bragança e Miranda, indignado com a ferocidade dos jogos da galhofa encetados pelos rapazes de Miranda, por ocasião e em honra dos santos populares, lançou uma acção pastoral aos fiéis da região, repudiando a galhofa. Com efeito, o Abade de Baçal, que cronicou esta ocorrência, explica que a ferocidade destes jogos, à época, era tal que os participantes muitas vezes se feriam ou ficavam incapacitados para o trabalho.
Presentemente, a galhofa foi integrada no currículo das licenciaturas em Desporto e Educação Física — variante ensino, da Escola Superior de Educação — em 2008. 